# Ghiacciaio Tillite
Il ghiacciaio Tillite è un ghiacciaio tributario lungo circa 22 km situato sulla costa di Shackleton, all'interno della regione sud-occidentale della Dipendenza di Ross, nell'Antartide orientale. Il ghiacciaio, il cui punto più alto si trova a circa 2400 m s.l.m., fluisce verso nord-ovest partendo dal versante nord-occidentale del picco Pagoda, nei monti della Regina Alessandra, e scorrendo fino a unire il proprio flusso quello del ghiacciaio Lennox-King poco a nord del picco Fairchild.

## Storia
Il ghiacciaio Tillite è stato scoperto durante la spedizione Nimrod (conosciuta anche come spedizione antartica britannica 1907-09), condotta dal 1907 al 1909 e comandata da Ernest Henry Shackleton, ma è stato così battezzato solo in seguito dai membri di una spedizione neozelandese di esplorazione antartica effettuata nel 1961-62 in virtù del fatto che esso contiene affioramenti rocciosi di un'antica morena, detti appunto tilliti, che costituiscono un indizio dell'azione glaciale svolta in periodi geologici precedenti al Quaternario.